# Círculo de Bankass
Bankass es una subdivisión administrativa (cercle o círculo) de la región de Mopti, en Malí. En abril de 2009 tenía una población censada de 264 776 habitantes y estaba formada por las siguientes comunas o municipios, que se muestran igualmente con población de abril de 2009:
- Bankass 30,476
- Baye 38,735
- Diallassagou 22,709
- Dimbal Habé 17,682
- Kani Bozon 13,082
- Koulogon Habbé 14,511
- Lessagou Habe15,552
- Ouonkoro 22,702
- Segue 22,067
- Sokoura 38,565
- Soubala 10,684
- Tori 18,011[1]